# إعلاء
الإعلاء  هو عبارة عن شعور ينشأ من خلال مشاهدة أعمال فاضلة من الخير الأخلاقي الملحوظ.  حيث   إنه مُجّرب كشعور مميز بالدفء ويُرافقه تقديرٌ ومودةٌ للفردِ الذي تتم ملاحظة سلوكه الاستثنائي.
يُحَفِزُ الإعلاء أولئكَ الذينَ يُجَرِبونهُ على الانفِتاحِ على الآخرين والانتسابِ إليهم ومساعدتهم.
الإعلاء يجعل الفرد يَشعُر بالارتياح والتفاؤل تجاه البشر.

## نظرة عامة
يُعرّف الإعلاء على أنّه شعورٌ وجداني بالجمال الأخلاقي. يضمّ كلاً مِن الأحاسيس الجسدية والآثار التحفيزية التي يمرّ بها الفرد الذي يشهد أفعال العطف والفضيلة. يقترح عالم النفس «جوناثان هايدت» أنّ الإعلاء يضادّ شعور الاشمئزاز الاجتماعي الذي يأتي كردة فعل على قراءة أو مشاهدة «أي فعلٍ قبيح». يرتبط الإعلاء بالمَهابة والدهشة ولم يتطرّق له سابقاً حقلُ علم النفس التقليدي. يصرّ هايدت على أن الإعلاء يستأهل الدراسة إذ لا يمكننا كبشر أن نفهم الفضيلة الإنسانية بشكل وافٍ حتى نتمكّن من شرح الكيفية والأسباب التي تجعل البشر يتأثرون بدرجة كبيرة بمنظر عون الغرباء لبعضهم بعضاً.
يهدف علم النفس الإيجابي إلى تحقيقِ إعادةِ تقييمٍ متوازنة للطبيعة والإمكانيات البشرية. يهتمّ علماء النفس الإيجابي بفهم الحوافز خلف السلوك المحبّ للمجتمع للوقوف على طرقٍ لتشجيع الأفراد على مساعدة ورعاية بعضهم الآخر. لهذا، يسعى هذا المجال حثيثاً للتعرّف على ما يدفع الأفراد للتصرّف بشكلٍ إيثاريّ.
رغم وجود العديد من الأبحاث على التصرفات الإيثاريّة الفردية، ثمّة نقص واضح في الأبحاث على ردة فعل الفرد على إيثار الآخرين. وهو الأمر الذي كافح هايدت وغيره من العلماء لتلافيه.

## النظريات الرئيسية

### نظرية هايدت: البُعد الثالث للمعرفة الاجتماعية
يُعد البروفيسور جوناثان هايدت باحثاً متميزاً في مجال دراسة الإعلاء وغيره من الانفعالات الأخلاقية. يعرّف الإعلاء على أنه متأتٍّ من مشاهدة أفعال الخير أو مناقب الجمال الأخلاقي. يؤكّد هايدت على أن الإعلاء يستحضر أحاسيس دافئة ومحبّبة في الصدر، كما يحفّز الأفراد أنفسهم الذين يشهدون فِعل الخير على تبنّي سلوكٍ أكثر أخلاقية. في شرحه للإعلاء، يصف هايدت ثلاثة أبعادٍ للمعرفة الاجتماعية. البُعد الأفقي للتضامن، يعني حقيقة أنّ الناس مختلفون في المسافة التي يضعونها من الذات فيما يتعلق بالتأثّر والالتزام المتبادل. على سبيل المثال، في الثقافات المختلفة، يتصرف الأفراد بطرق مختلفة تجاه أصدقائهم مقابل الغرباء.
البُعد الثاني هو البُعد العمودي، ويعني الهيكيليّة، أو المكانة، أو السُلطة. يعدّل الأفراد تعاملاتهم الاجتماعية لتتناسب وَالمكانة الاجتماعية للذين يتعاملون معهم.
يؤكّد هايدت على أن الأفراد يتفاوتون في البُعد الثالث، الذي يسمّيه «الإعلاء مقابل التحقير» أو «النقاء مقابل الدناسة». يُشير هذا البُعد إلى حقيقة أنّ الأفراد يتفاوتون في حالاتهم وسِماتهم الشخصية فيما يتعلق بالنقاء الروحي. عندما يتملّك الأفراد الشعور بالاشمئزاز بسبب بعض الأفعال، يُنبئهم هذا الشعور بأنّ أحداً ما ينحطّ في سلوكه المتعلق بالبُعد الثالث. يُعرّف هايدت الإعلاء على أنه مضادّ للاشمئزاز لأن مشاهدة الآخرين يرتفعون في البُعد الثالث يسبّب للشاهِد ارتفاعاً معنوياً في نفس البُعد، وهذا هو الإعلاء.

### فريدريكسون: نظرية التوسيع والبناء
يعطي الإعلاء مثالاً على نظرية باربرا فريدريكسون (1998)، نظرية التوسيع والبناء للمشاعر الإيجابية، التي تشدد على أنّ المشاعر الإيجابية توسّع مدى انتباه الفرد ومعرفته في نفس الآن مع بنائها مصادراً للمستقبل. يدفع الإعلاء الفردَ للشعور بالإعجاب بالشخص المُؤْثِر للغير، ما يحفزه شخصياً لمساعدة الآخرين.

### الإعلاء كشعور الإشادة بالآخرين
تزعم «سارة آلجو» وجوناثان هايدت على أنّ الإعلاء جزءٌ من عائلة مشاعر الإشادة بالآخرين، مثل العِرفان والإعجاب. هذه المشاعر الثلاثة هي عبارةٌ عن ردات فعل إيجابية لمشاهدة أفرادٍ مثاليين يؤدّون أعمالاً خيّرة. والناتج المستهدف عن جميع هذه المشاعر هو الآخرون، لا النفس. يقدّم العالمان أدلة إمبريقية تدعم نظريتهما. أجريا دراسةً طُلب فيها من المشاركين أن يتذكروا مرورهم بتجربةٍ دفعتهم للشعور بالإعلاء، والعِرفان، والإعجاب، أو البهجة. ثمّ عبّأ المشاركون استبيانات. تشير النتائج إلى أنّ مشاعر الإشادة بالآخرين تختلف عن الشعور بالسعادة وتختلف عن بعضها بعضاً وفقاً للدوافع التحفيزية لكلّ مشترك. يحفّز الإعلاء الفردَ إلى الانفتاح على الآخرين والتعاطف معهم. مقارنةً بمشاعر البهجة أو المتعة، فأولئك الذين شعروا بالإعلاء كانوا أكثر استعداداً للتعبير عن رغبتهم في القيام بأعمال الخير أو العون للآخرين، وأن يحسنوا من أنفسهم، وأن يحاكوا الأفراد المتميّزين أخلاقياً.

### الإعلاء كشعور إيجابيّ متجاوزٍ للذات
تؤكّد ميشيل شيوتا وآخرون أن الإعلاء هو عبارةٌ عن شعورٍ إيجابي متجاوزٍ للذات يوجّه الاهتمام بعيداً عن النفس لتقدير الأفعال الإنسانية الاستثنائية أو الجوانب اللافتة للنظر في العالم الطبيعي. من خلال هذا الفعل، يشجّع الإعلاء الأفراد على تجاوز حياة الروتين اليومي، والحدود، والعوائق المتخيّلة. تصف شيوتا وزملاؤها كيفية عمل الإعلاء كشعور عادي، حيث يصرف اهتمام الفرد عن إطلاق الأحكام الأخلاقية على الآخرين. قد يكون للإعلاء وظيفة تواؤميّة في تحفيز الناس إلى مساعدة الآخرين، وفي النفس الوقت يتمّ فِعل المساعدة للشخص نفسه الذي يمرّ بالشعور. على سبيل المثال، عندما يشهدُ فردٌ في الجماعة مساعدةَ فردٍ آخر للغير، على الأغلب سيشعر الفردُ بالإعلاء ويتحفّز لمساعدة الآخرين في نفس الجماعة.

## التطبيقات

### الإعلاء في مكان العمل
في دراسة من العام 2010، لكلّ من مايكل آنجيلو فيانيلو، إليسا ماريا جالياني، وجوناثن هايدت وجد أنّ قدرة ربّ العمل على تحفيز شعور الإعلاء لدى موظّفيه يقوّي أواصر العلاقات الإيجابية ويعزز السلوك التنظيمي المستقيم. يبدو أنّ الموظفين يهتمون اهتماماً كبيراً بالسلوكيات الأخلاقية لمَن هم أعلى منهم منصباً ويتجاوبون بشكل إيجابيّ مع مظاهر الإنصاف والنزاهة الأخلاقية. تُلهِم هذه السلوكيات الإعلاء الأخلاقي وتؤدي إلى مشاعر إيجابية عميقة. وفقاً لهذه الدراسة، يمكن لأرباب العمل أن يستفيدوا من هذه النتائج الإيجابية المرتبطة بالإعلاء ويجب عليهم أن يسعوا جادّين لتحفيزها لدى موظفيهم.

### استخدام الإعلاء لتعزيز السلوكيات الإيثاريّة
أظهرت دراسةٌ أُجريت في جامعة كيمبريدج أنّ الإعلاء يؤدّي إلى زيادة في الإيثار. في هذه الدراسة، كان الأفراد الذين شعروا بالإعلاء مستعدين أكثر من غيرهم للتطوّع بالمشاركة في دراسةٍ دون مقابلٍ مادي، وأمضوا وقتاً أطول مرتين في مساعدة الباحث في تأدية وظائف روتينية مملّة، مقارنةً بأولئك الذين كانوا يمرّون بمشاعر البهجة أو بالذين كانوا في حالةٍ عاطفيّة حيادية. خلص الباحثون إلى أنّ مشاهدة الآخرين يقومون بأعمال إيثار يحفّز شعور الإعلاء لدى الشخص، الأمر الذي يؤدي إلى ارتفاعٍ ملموسٍ في السلوك الإيثاري. وفقاً لهذه الدراسة، فإنّ أفضل الطرق لتحفيز السلوك الإيثاري هو القدوة الحسنة بكل بساطة.

## يزيد الإعلاء من الروحانيات
وجد الباحثون على أنّ الإعلاء وغيره من المشاعر المتجاوزة للذات تؤدي بالناس إلى تصوّر العالم والآخرين بمنظورٍ مطبوع على الخير. يؤدي هذا التصور إلى ارتفاع نسبة الروحانية، لأنّ تصوّر الشخص أو العمل الفاضل أكبر من النفس يؤدي إلى إيمان أعمق بخيريّة الناس والعالم؛ وقد يؤدي هذا الشعور بأولئك الذين يمرّون به إلى النظر إلى الحياة على أنّها ذات معنى أعمق الآن. لاحظ الباحثون أن أعظم آثار الإعلاء تجلّت على الروحانية لدى الأفراد غير المتدينين أو غير الملتزمين دينياً.
قد تؤدي النظرة الإيجابية نحو العالم بالفرد إلى مساعدة الآخرين أكثر فأكثر، الأمر الذي يقود إلى تفاعلاتٍ اجتماعية إيجابية؛ وبالتالي تزداد سعادة الفرد ذاته نفسياً وصحياً، بدلاً من الدوران في حلقة مفرغة من الروتين اليومي والسلبية. يساعد هذا الأفرادَ على تحديد وصقل الجوانب الإيجابية في حياتهم.

## خلاف
تدور نقاشات في الأوساط العلمية بخصوص الإعلاء وفيما إذا كان ميزة بشرية. تجادل عالمة الثدييات الرئيسية «جين جودال» بأنّ الحيوانات قادرةٌ على الشعور بالمهابة، والإعلاء، والدهشة. تشتهر الدكتورة جودال بإجرائها أطول الدراسات المستمرة على مجموعة من الحيوانات، حيث عاشت مع قردة الشامبانزي البرية في تانزانيا لمراقبتها لمدة 45 عاماً. في عدة مناسبات، لاحظت الدكتورة جودال دلالات استثارةٍ متزايدة لدى القردة عند مشاهدتها للشلالات الخلابة أو العواصف المطرية. في كل مرة، يؤدي القرد عرضاً بديعاً، كالاهتزاز المنتظم من قدمٍ إلى قدم، الضرب بالأقدام في الماء، وإلقاء الحجارة. تفترض الدكتورة جودال بأنّ هذه السلوكيات هي مقدمات الطقوس الدينية لدى البشر، ويحفّزها مشاعر شبيهة بالإعلاء أو المهابة.

## الخلاصة
تؤكّد معظم الأبحاث التي أُجريت على الإعلاء تؤكّد على آثاره على التفاعلات والسلوكيات الاجتماعية. على أي حال، ما زال العمل البحثي جارياً لتحديد الميكانزمات النفسية الخاصة الكامنة خلف المشاعر الدافئة والمنفتحة التي يستثيرها الإعلاء في الصدر.
بالإضافة إلى ذلك، بدأ الباحثون في التحقيق بشأن المزاعم أنّ الشعور العميق بالإعلاء قد يكون تجربة ذروةٍ بإمكانها تغيير هويّات الأفراد وحياتهم الروحانية. رغم أنّ التطوّر الأخلاقي يُنظر إليه على أنّه عملية تمتد طوال الحياة، يقترح هايدت فرضية «الإلهام وإعادة التوصيل» لوصف تجارب الإعلاء الآنيّة والتي قد تعمل كـ«زرّ إعادة ضبط» من خلال محوِ المشاعر السوداوية والمتشائمة واستبدالها بمشاعر الأمل، والحبُ، وأحاسيس الإلهام الأخلاقي.